# Pol-e Alam
Pol-e Alam (Pasjtoe/Perzisch:  پل علم), ook wel Puli Alam, is de hoofdstad van de Afghaanse provincie Lowgar en het centrum van het gelijknamig district. De bevolking bestaat vooral uit etnische Pathanen en Tadzjieken. 